# Ольджати, Родольфо
Родольфо Ольджати (Лугано, 30 июня 1905 — Берн, 31 мая 1986) — швейцарский педагог, активист, пацифист.

## Биография
Родители — Эмилио и Фанни Поззи. Окончил Федеральный политехнический институт Цюриха, где изучал математику и физику. Преподавал в школе Оденвальда в Обер-Гамбахе (Гессен). С 1935 по 1941 был секретарём международной гражданской службы.
Во время гражданской войны в Испании для Ольджати важнейшей задачей стало помочь мирному населению. Правительство Швейцарии не торопилось вмешиваться, руководствуясь нейтралитетом. Однако Ольджати удалось создать организацию Swiss Aid, состоящую из четырнадцати ассоциаций и готовых объединить усилия в помощи испанскому населению.
Родольфо Ольджати стал инициатором и руководителем помощи детям и старикам в гражданской войне в Испании. С 1940 по 1942 руководил Швейцарской организацией помощи детям-жертвам войны. С 1942 по 1943 был секретарём Швейцарского Красного Креста.
В 1944 отправляется в Америку, где разрабатывает с квакерами способы послевоенной помощи. Швейцарский федеральный совет назначил Ольджати главой «Швейцарского пожертвования».
С 1944 по 1970 являлся членом Международного комитета Красного Креста и по совместительству был директором Евангелического центра Восточной Швейцарии в Вартензее.
Он принимал активное участие во многих гуманитарных организациях, таких как Швейцарский центральный офис помощи беженцам и Ассоциация швейцарской помощи Европе. Ольджати побудил Швейцарию проявить солидарность со странами третьего мира. Он стал одним из учредителей и идейным вдохновителем Хельветас Суис Интеркооперэйшн.
В 1959 г. Базель присвоил ему докторскую степень в медицине.

## Личная жизнь
Женой Ольджати стала волонтёр Ирма Шнайдер, с которой они познакомились во время гражданской войны в Испании.

## Публикации
- Rodolfo Olgiati / Nicht in Spanien hat’s begonnen / Herbert Lang, Bern 1944
- Rodolfo Olgiati / Werkplätze einer Zukunft / Herbert Lang, Bern 1975
- Rodolfo Olgiati / Postkarte, An die Direktion des Zürcher Kunsthauses, Zürich Kunsthaus
- Rodolfo Olgiati / Psychotechnische Anlernmethoden Ein Beitr. zum berufl. Wiederaufbau
- Rodolfo Olgiati / Tätigkeitsbericht / Die Schweizer Spende 1944—1948 by Schweizer Spende (Agency)
- Rodolfo Olgiati / Zehn Jahre Caux